# Contopus hispaniolensis
Contopus hispaniolensis е вид птица от семейство Tyrannidae.

## Разпространение
Видът е разпространен в Доминиканската република и Хаити.